# Жан-Люк Пикар
Капитан Жан-Люк Пикар (на английски: Jean-Luc Picard) е измислен фантастичен герой от телевизионния сериал „Стар Трек: Следващото поколение“, както и от пълнометражните филми:
- „Стар Трек VII: Космически поколения“
- „Стар Трек VIII: Първи контакт“
- „Стар Трек IX: Бунтът“
- „Стар Трек X: Възмездието“

Ролята му се изпълнява от английския актьор Патрик Стюарт.

## Биография
Жан-Люк Пикар е роден на 13 юни 2305 г. в Лабар (Франция, планетата Земя). Прекарва цялото си детство в семейното лозе, но винаги е мечтал да служи в Старфлийт.
Първият му опит да постъпи в Академията на Старфлийт е неуспешен, впоследствие той бива приет и успешно завършва обучението си през 2327 г.
През 2328 г. сърцето на Пикар е заменено с изкуствено, след като бива ранен в сбиване. (Впоследствие изкуственото му сърце е подменено два пъти – през 2365 г. заради дефект в оригиналния модел и през 2369 г. заради повреда, възникнала вследствие на изстрел в гърдите).
През 2333 г. Пикар е назначен като първи офицер на кораба „Старгейзър“ (на английски: USS Stargazer NCC-2893). След смъртта на капитана, Пикар бива назначен за командир на „Старгейзър“. Остава на този пост 22 години.

През 2355 „Старгейзър“ под командването на Пикар влиза в сражение с кораб на Ференгите. В тази битка Жан-Люк разработва тактика, която по-късно ще бъде наречена „Маневрата на Пикар“. Корабът на Ференгите е победен, но „Старгейзър“ е повреден и изоставен. Пикар застава пред трибунал заради загубата на кораба, но бива оправдан.
На 14 февруари 2364 г. Пикар е назначен за командир на „Ентърпрайз-D“ (на английски: USS Enterprise NCC-1701-D).
По време на първата си мисия с новия кораб се сблъсква с представител на всемогъща и мистериозна раса „Кю“ и чрез преговори успява да спаси човечеството от разрушение.
В края на декември 2366 г. „Ентърпрайз-D“ се сблъсква с Борги. Пикар бива отвлечен и асимилиран (превърнат в Борг). Използван е като посланик в преговорите с хората за пълната капитулация на Федерацията.
Благодарение на знанията за Старфлийт придобити от Пикар, Боргите успяват да унищожат 39 космически кораба. Доктор Бевърли Кръшър успява да отдели Пикар от колектива на Боргите.
След унищожението на „Ентърпрайз-D“ в орбита на „Веридана 3“ („Стар Трек VII: Космически поколения“) Пикар е назначен за капитан на новия „Ентърпрайз-E“ (на английски: USS Enterprise NCC-1701-E).
В следващата мисия той осуетява опит на боргите да променят миналото, като попречат на Зефрам Кокрейн да направи първия човешки полет със светлинен двигател („Стар Трек VIII: Първи контакт“).
През 2375 Пикар и екипажът му разкриват таен план на Старфлийт на планетата „Ба Ку“ („Стар Трек IX: Бунтът“) и побеждават двойника му – „Шинзон“ („Стар Трек X: Възмездието“).